# Un'altra parte della foresta
Un'altra parte della foresta (Another Part of the Forest) è un film del 1948 diretto da Michael Gordon, il cui soggetto è tratto da un dramma di Lillian Hellman del 1946.

## Trama
Arricchitosi durante la guerra civile, il sudista Marcus Hubbard ricambia con odio il disprezzo dei suoi concittadini, ma non riesce a evitare che i suoi figli imparino troppo bene la sua lezione.
Questo dramma borghese ambientato nel profondo Sud può essere considerato come una sorta di antefatto ancor più sgradevole di Piccole volpi, altro testo teatrale della stessa Hellman.